# Anthony Davidson
Anthony Denis Davidson (* 18. April 1979 in Hemel Hempstead, England) ist ein ehemaliger britischer Automobilrennfahrer. Er nahm zwischen 2002 und 2008 an der Formel-1-Weltmeisterschaft teil. Nach dem Rückzug seines letzten Teams Super Aguri F1 während der Saison 2008 war Davidson als Testfahrer unter anderem bei Brawn GP sowie als Kommentator beim britischen Radiosender Radio 5 Live tätig. 2014 gewann er gemeinsam mit Sébastien Buemi den Fahrertitel in der FIA-Langstrecken-Weltmeisterschaft.

## Karriere

### Anfänge
Davidson begann 1994 in der britischen Junioren-Kartmeister mit dem Motorsport. Danach folgten bis 1999 mehrere Erfolge in nationalen und internationalen Kartserien in Europa und Asien. In der Wintersaison des gleichen Jahres nahm er dann erfolgreich an der Winterserie der britischen Formel-Ford-Meisterschaft teil. Um nach einem weiteren Jahr bei der Nachwuchsformel in die britische und europäische Formel-3-Meisterschaft zu wechseln. Wobei er die Saison in seinem Heimatland als Vizemeister wurde und beim europäischen Pendant den Meistertitel herausfuhr. Am Ende des Jahres 2000 gewann er den McLaren Autosport BRDC Award.

### Formel 1

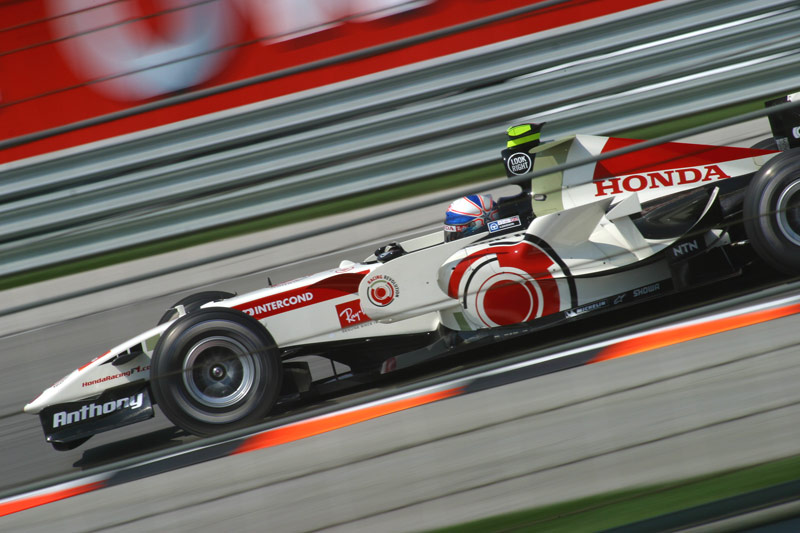
Davidson im B·A·R, 2005

Parallel dazu erhielt Davidson im Jahre 2001 einen Vertrag als Testfahrer für das damalige BAR-Honda Team, bei denen er bis zur Übernahme von Honda in der Saison 2006 unter Vertrag blieb. Jedoch ergab sich bereits 2002 die Möglichkeit zwei Grand-Prix-Rennen für den Rennstall Minardi zu fahren. Bei dem italienischen Team ersetzte er den bis dahin fahrenden Alex Yoong, beendete jedoch keinen der beiden Meisterschaftsläufe. BAR-Teamchef David Richards, der zudem auch Vorsitzender des Unternehmens Prodrive war, ermöglichte Davidson 2003 neben seiner Aufgabe als Testfahrer auch die Teilnahme am 24-Stunden-Rennen von Le Mans in einem von Prodrive vorbereiteten Ferrari 550 Maranello GTS. Allerdings fiel der Wagen mit Davidson, Darren Turner und Kelvin Burt vorzeitig mit technischem Defekt aus. Zudem war er vor und nach dem Rennen in Le Mans auch bei vier Meisterschaftsläufen der American Le Mans Series gemeldet. Drei der Rennen beendete Davidson mit wechselnden Fahrerpaarungen auf dem Podium der GTS-Kategorie. Mit der Einführung der Freitagsfahrer in der Formel 1, dessen Rolle Davidson in der Formel-1-Saison 2004 übernahm, konnte er auf verschiedenen Formel-1-Rennstrecken Erfahrung sammeln. Beim Großen Preis von Malaysia im folgenden Jahr erkrankte Stammfahrer Takuma Satō, Davidson übernahm das Fahrzeug, musste sein drittes Formel-1-Rennen jedoch wegen eines technischen Defekts vorzeitig beenden.

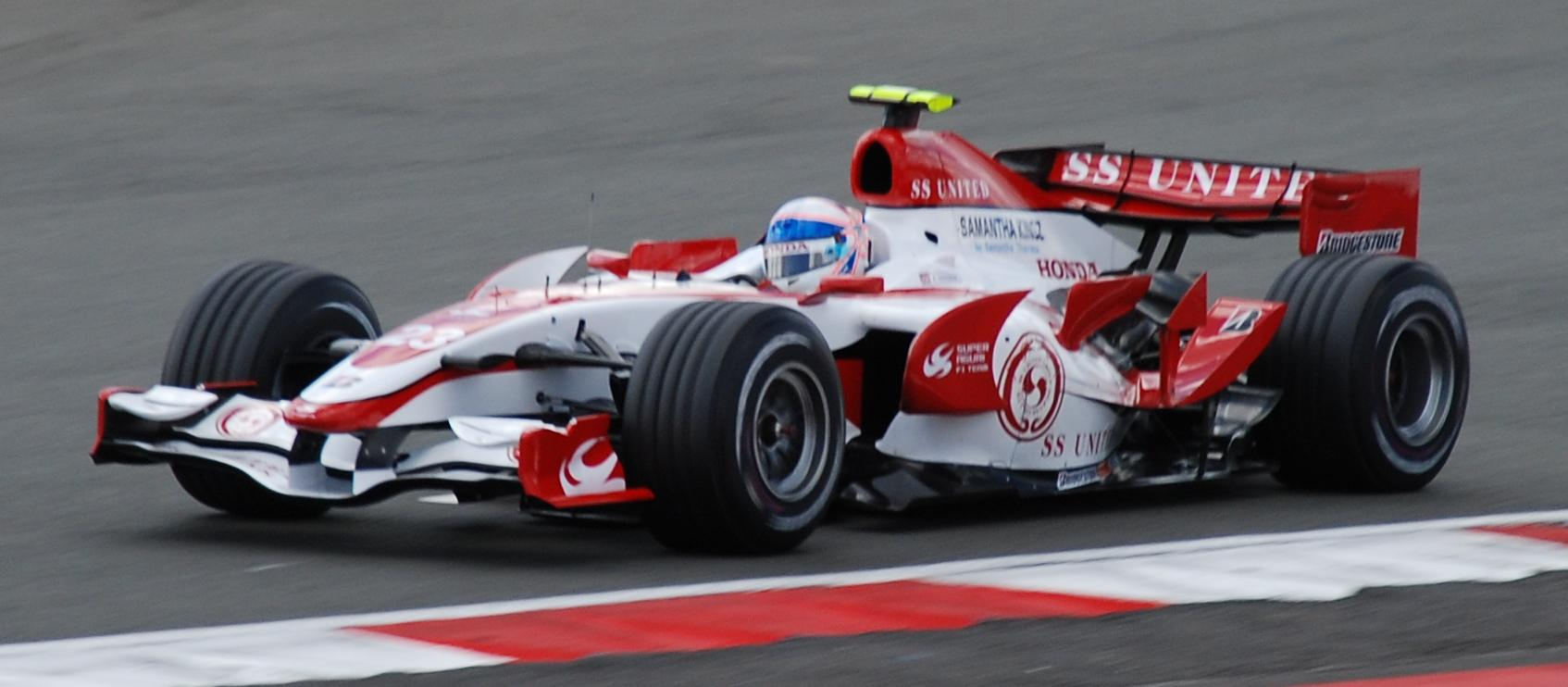
Davidson im Super Aguri, Silverstone 2007

Honda, die den britischen Rennstall BAR nun komplett übernommen hatten, verlängerte den Vertrag von Davidson auch 2006. Neben der Rolle als Test- und Freitagsfahrer übernahm Davidson beim Radiosender BBC Radio 5 Live die Rolle als Kommentator. Für 2007 bekam Davidson das zweite Cockpit bei Super Aguri neben seinem ehemaligen BAR-Teamkollegen Takuma Satō. Auch 2008 begann er die Saison für das japanische Team, das jedoch nach bereits vier Rennen seinen Rückzug aus der Formel 1 bekanntgab. Davidson wurde in der Folge von Honda wieder als Testfahrer übernommen und war 2009 Ersatzfahrer bei Brawn GP.

### Sportwagensport

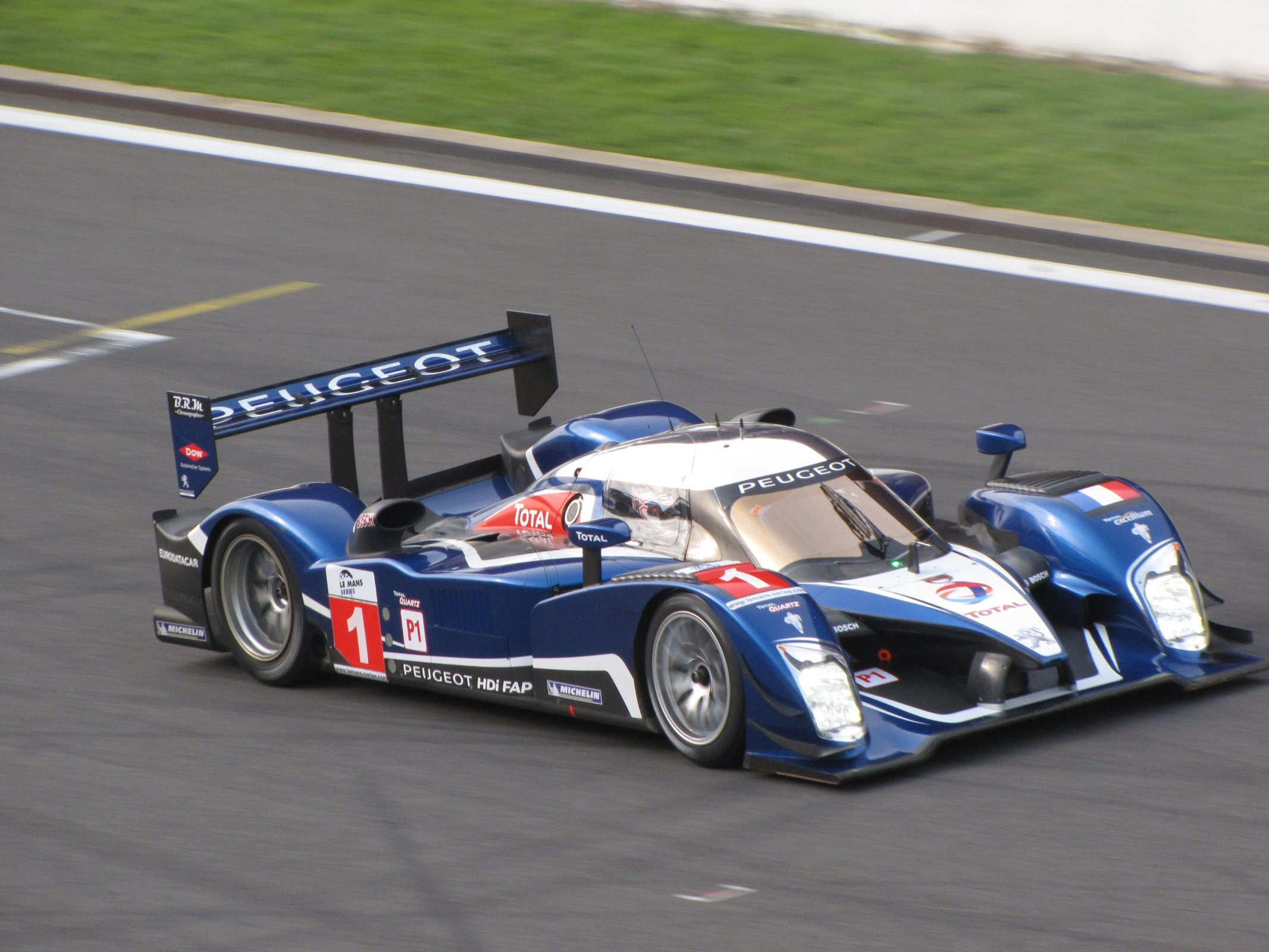
Davidson im Peugeot 908 HDi FAP beim 1000-km-Rennen von Spa-Francorchamps 2010

Zudem fuhr er 2009 erneut bei dem von Prodrive geleiteten Werksteam von Aston Martin das 24-Stunden-Rennen von Le Mans. Im Lola-Aston Martin LMP1 mit Jos Verstappen und Darren Turner beendete er den Lauf auf dem 13. Gesamtrang. Einen Monat später nahm er auch beim 24-Stunden-Rennen von Spa-Francorchamps teil. Dort pilotiert er für das Nissan-Werksteam einen Nissan GT-R mit Turner und Michael Krumm. Wie Le Mans beendete er den Meisterschaftslauf zur FIA-GT-Meisterschaft auf dem 13. Gesamtrang. Im Februar 2010 wurde bekannt, dass Davidson einen Vertrag bei Peugeot unterschrieben hatte. Daraufhin startete er beim 12-Stunden-Rennen von Sebring, das er zusammen mit Marc Gené und Alexander Wurz auf dem Dieselprototyp Peugeot 908 HDi FAP gewann. Zudem ist er für weitere Einsätze beim 1000-km-Rennen von Spa-Francorchamps der Le Mans Series und bei den 24 Stunden von Le Mans eingeplant.
Seit 2013 bestreitet er für Toyota Racing die FIA-Langstrecken-Weltmeisterschaft (WEC). Er bestritt alle Rennen der Saison gemeinsam mit Sébastien Buemi und Stéphane Sarrazin, das Trio gewann dabei das 6-Stunden-Rennen von Bahrain und schloss die Saison auf dem dritten Platz ab.
2014 fuhr er gemeinsam mit Buemi und Nicolas Lapierre die ersten vier Saisonrennen, danach teilte er sich das Fahrzeug nur noch mit Buemi. Mit vier Siegen und drei weiteren Podestplatzierungen in acht Rennen sicherten sich Buemi und Davidson gemeinsam den Fahrertitel.
2015 ersetzte Kazuki Nakajima Lapierre, der Toyota TS040 Hybrid war jedoch den Konkurrenzfahrzeugen von Audi und Porsche technisch unterlegen, so dass Buemi, Davidson und Nakajima nur beim Saisonauftakt, dem 6-Stunden-Rennen von Silverstone, auf dem Podium standen. In der Gesamtwertung belegten Buemi und Davidson den fünften Platz, Nakajima musste ein Rennen auslassen und wurde Siebter.
Auch die FIA-Langstrecken-Weltmeisterschaft 2016 bestritten Buemi, Davidson und Nakajima wieder gemeinsam mit dem neuentwickelten Toyota TS050 Hybrid.

## Statistik

### Karrierestationen
| - 1999: Britische Formel Ford, Winterserie (Meister) - 2000: Formel Renault 2000 Eurocup (Platz 29) - 2000: Britische Formel Ford (Platz 3) - 2001: Britische Formel-3-Meisterschaft (Platz 2) - 2001: Formel 1 (Testfahrer) - 2002: Formel 1 - 2003: ALMS, GTS (Platz 11) - 2003: Formel 1 (Testfahrer) - 2004: Formel 1 (Testfahrer) | - 2005: Formel 1 - 2006: Formel 1 (Testfahrer) - 2007: Formel 1 (Platz 23) - 2008: Formel 1 (Platz 22) - 2009: FIA-GT-Meisterschaft, GT1 - 2009: Formel 1 (Testfahrer) - 2010: ALMS, LMP1 - 2010: ELMS, LMP1 (Platz 15) - 2011: ALMS, LMP1 | - 2011: ELMS, LMP1 - 2011: Formel 1 (Testfahrer) - 2013: WEC (Platz 3) - 2013: Formel 1 (Testfahrer) - 2014: WEC (Weltmeister) - 2015: WEC (Platz 5) - 2016: WEC |

### Statistik in der Formel-1-Weltmeisterschaft

#### Gesamtübersicht
| Saison | Team                     | Chassis          | Motor            | Rennen | Siege | Zweiter | Dritter | Poles | schn. Runden | Punkte | WM-Pos. |
| ------ | ------------------------ | ---------------- | ---------------- | ------ | ----- | ------- | ------- | ----- | ------------ | ------ | ------- |
| 2002   | KL Minardi Asiatech      | Minardi PS02     | Asiatech 3.0 V10 | 2      | −     | −       | −       | −     | −            | −      | 23.     |
| 2005   | Lucky Strike B·A·R Honda | BAR 007          | Honda 3.0 V10    | 1      | −     | −       | −       | −     | −            | −      | 27.     |
| 2007   | Super Aguri Formula 1    | Super Aguri SA07 | Honda 2.4 V8     | 17     | −     | −       | −       | −     | −            | −      | 23.     |
| 2008   | Super Aguri F1 Team      | Super Aguri SA08 | Honda 2.4 V8     | 4      | −     | −       | −       | −     | −            | −      | 22.     |
| Gesamt | Gesamt                   | Gesamt           | Gesamt           | 24     | −     | −       | −       | −     | −            | −      |         |

#### Einzelergebnisse
| Saison | 1   | 2  | 3   | 4  | 5  | 6  | 7   | 8   | 9  | 10  | 11 | 12  | 13  | 14  | 15  | 16 | 17 | 18 | 19 |
| ------ | --- | -- | --- | -- | -- | -- | --- | --- | -- | --- | -- | --- | --- | --- | --- | -- | -- | -- | -- |
| 2002   |     |    |     |    |    |    |     |     |    |     |    |     |     |     |     |    |    |    |    |
|        |     |    |     |    |    |    |     |     |    |     |    | DNF | DNF |     |     |    |    |    |    |
| 2005   |     |    |     |    |    |    |     |     |    |     |    |     |     |     |     |    |    |    |    |
|        | DNF |    |     |    |    |    |     |     |    |     |    |     |     |     |     |    |    |    |    |
| 2007   |     |    |     |    |    |    |     |     |    |     |    |     |     |     |     |    |    |    |    |
| 16     | 16  | 16 | 11  | 18 | 11 | 11 | DNF | DNF | 12 | DNF | 14 | 14  | 16  | DNF | DNF | 14 |    |    |    |
| 2008   |     |    |     |    |    |    |     |     |    |     |    |     |     |     |     |    |    |    |    |
| DNF    | 15  | 16 | DNF |    |    |    |     |     |    |     |    |     |     |     |     |    |    |    |    |

| Legende  | Legende            | Legende                                                          |
| Farbe    | Abkürzung          | Bedeutung                                                        |
| -------- | ------------------ | ---------------------------------------------------------------- |
| Gold     | –                  | Sieg                                                             |
| Silber   | –                  | 2. Platz                                                         |
| Bronze   | –                  | 3. Platz                                                         |
| Grün     | –                  | Platzierung in den Punkten                                       |
| Blau     | –                  | Klassifiziert außerhalb der Punkteränge                          |
| Violett  | DNF                | Rennen nicht beendet (did not finish)                            |
| Violett  | NC                 | nicht klassifiziert (not classified)                             |
| Rot      | DNQ                | nicht qualifiziert (did not qualify)                             |
| Rot      | DNPQ               | in Vorqualifikation gescheitert (did not pre-qualify)            |
| Schwarz  | DSQ                | disqualifiziert (disqualified)                                   |
| Weiß     | DNS                | nicht am Start (did not start)                                   |
| Weiß     | WD                 | zurückgezogen (withdrawn)                                        |
| Hellblau | PO                 | nur am Training teilgenommen (practiced only)                    |
| Hellblau | TD                 | Freitags-Testfahrer (test driver)                                |
| ohne     | DNP                | nicht am Training teilgenommen (did not practice)                |
| ohne     | INJ                | verletzt oder krank (injured)                                    |
| ohne     | EX                 | ausgeschlossen (excluded)                                        |
| ohne     | DNA                | nicht erschienen (did not arrive)                                |
| ohne     | C                  | Rennen abgesagt (cancelled)                                      |
| ohne     | keine WM-Teilnahme |                                                                  |
| sonstige | P/fett             | Pole-Position                                                    |
| sonstige | 1/2/3/4/5/6/7/8    | Punktplatzierung im Sprint-/Qualifikationsrennen                 |
| sonstige | SR/kursiv          | Schnellste Rennrunde                                             |
| sonstige | *                  | nicht im Ziel, aufgrund der zurückgelegten Distanz aber gewertet |
| sonstige | ()                 | Streichresultate                                                 |
| sonstige | unterstrichen      | Führender in der Gesamtwertung                                   |

### Le-Mans-Ergebnisse
| Jahr | Team                   | Fahrzeug                  | Teamkollege       | Teamkollege            | Platzierung     | Ausfallgrund |
| ---- | ---------------------- | ------------------------- | ----------------- | ---------------------- | --------------- | ------------ |
| 2003 | Veloqx Prodrive Racing | Ferrari 550 GTS Maranello | Kelvin Burt       | Darren Turner          | Ausfall         | Unfall       |
| 2009 | Aston Martin Racing    | Lola-Aston Martin LMP1    | Jos Verstappen    | Darren Turner          | Rang 13         |              |
| 2010 | Peugeot Sport Total    | Peugeot 908 HDi FAP       | Alexander Wurz    | Marc Gené              | Ausfall         | Motorschaden |
| 2011 | Peugeot Sport Total    | Peugeot 908               | Alexander Wurz    | Marc Gené              | Rang 4          |              |
| 2012 | Toyota Racing          | Toyota TS030              | Stéphane Sarrazin | Sébastien Buemi        | Ausfall         | Unfall       |
| 2013 | Toyota Racing          | Toyota TS030              | Stéphane Sarrazin | Sébastien Buemi        | Rang 2          |              |
| 2014 | Toyota Racing          | Toyota TS040 Hybrid       | Nicolas Lapierre  | Sébastien Buemi        | Rang 3          |              |
| 2015 | Toyota Racing          | Toyota TS040 Hybrid       | Kazuki Nakajima   | Sébastien Buemi        | Rang 8          |              |
| 2016 | Toyota Gazoo Racing    | Toyota TS050 Hybrid       | Kazuki Nakajima   | Sébastien Buemi        | nicht klassiert |              |
| 2017 | Toyota Gazoo Racing    | Toyota TS050 Hybrid       | Kazuki Nakajima   | Sébastien Buemi        | Rang 8          |              |
| 2019 | DragonSpeed            | Oreca 07                  | Roberto González  | Pastor Maldonado       | Ausfall         | Unfall       |
| 2020 | Jota Racing            | Oreca 07                  | Roberto González  | António Félix da Costa | Rang 6          |              |
| 2021 | Jota                   | Oreca 07                  | Roberto González  | António Félix da Costa | Rang 13         |              |

### Sebring-Ergebnisse
| Jahr | Team                   | Fahrzeug              | Teamkollege   | Teamkollege    | Platzierung | Ausfallgrund |
| ---- | ---------------------- | --------------------- | ------------- | -------------- | ----------- | ------------ |
| 2003 | Veloqx Prodrive Racing | Ferrari 550 Maranello | Darren Turner | Kelvin Burt    | Rang 13     |              |
| 2010 | Team Peugeot Total     | Peugeot 908 HDi FAP   | Marc Gené     | Alexander Wurz | Gesamtsieg  |              |
| 2011 | Team Peugeot Total     | Peugeot 908           | Marc Gené     | Alexander Wurz | Rang 8      |              |

### Einzelergebnisse in der FIA-Langstrecken-Weltmeisterschaft
| Saison  | Team          | Rennwagen           | 1   | 2   | 3   | 4   | 5   | 6   | 7   | 8   | 9   |
| ------- | ------------- | ------------------- | --- | --- | --- | --- | --- | --- | --- | --- | --- |
| 2012    | Toyota Racing | Toyota TS030 Hybrid | SEB | SPA | LEM | SIL | SAO | BAH | FUJ | SHA |     |
| 2012    | Toyota Racing | Toyota TS030 Hybrid | DNF |     |     |     |     |     |     |     |     |
| 2013    | Toyota Racing | Toyota TS030 Hybrid | SIL | SPA | LEM | SAO | AUS | FUJ | SHA | BAH |     |
| 2013    | Toyota Racing | Toyota TS030 Hybrid | 3   | 4   | 2   | DNF | 2   | 27  | DNF | 1   |     |
| 2014    | Toyota        | Toyota TS040 Hybrid | SIL | SPA | LEM | AUS | FUJ | SHA | BAH | SAO |     |
| 2014    | Toyota        | Toyota TS040 Hybrid | 1   | 1   | 3   | 3   | 1   | 1   | 10  | 2   |     |
| 2015    | Toyota        | Toyota TS040 Hybrid | SIL | SPA | LEM | NÜR | AUS | FUJ | SHA | BAH |     |
| 2015    | Toyota        | Toyota TS040 Hybrid | 3   | 8   | 8   | 5   | 4   | 5   | 6   | 4   |     |
| 2016    | Toyota        | Toyota TS050 Hybrid | SIL | SPA | LEM | NÜR | MEX | AUS | FUJ | SHA | BAH |
| 2016    | Toyota        | Toyota TS050 Hybrid | 16  | 27  | DNF | 5   |     | 5   | 4   | 3   | 4   |
| 2017    | Toyota        | Toyota TS050 Hybrid | SIL | SPA | LEM | NÜR | MEX | AUS | FUJ | SHA | BAH |
| 2017    | Toyota        | Toyota TS050 Hybrid | 1   | 1   | 6   | 4   | 3   | 3   | 1   | 1   | 1   |
| 2018/19 | DragonSpeed   | Oreca 07            | SPA | LEM | SIL | FUJ | SHA | SEB | SPA | LEM |     |
| 2018/19 | DragonSpeed   | Oreca 07            | 11  | DNF | 7   | 20  | 12  | 6   | 7   | DNF |     |
| 2019/20 | Jota          | Oreca 07            | SIL | FUJ | SHA | BAH | AUS | SPA | LEM | BAH |     |
| 2019/20 | Jota          | Oreca 07            | 9   | DNF | 6   | 5   | 6   | 7   | 6   | 4   |     |
| 2021    | Jota          | Oreca 07            | SPA | POR | MON | LEM | BAH | BAH |     |     |     |
| 2021    | Jota          | Oreca 07            | 5   | 4   | DNF | 13  | 6   | 5   |     |     |     |